# Fruta podrida (novela)
Fruta podrida es la tercera novela de la escritora chilena Lina Meruane, publicada por el Fondo de Cultura Económica de Chile en 2007 y merecedora del premio a la mejor novela inédita del 2006 por el Consejo de Cultura y de las Artes de Chile. La novela, localizada en el Chile inmediatamente posterior a la dictadura de Pinochet en una ciudad rural llamada Ojo Seco, cuenta la historia de dos hermanas que se enfrentan solas al diagnóstico de una grave enfermedad crónica que padece la pequeña, Zoila. Mientras, la mayor, María, luchará por salir adelante en su trabajo al mismo tiempo que lidia con los cuidados médicos de su hermana.
Esta novela forma parte de su conocida trilogía de la enfermedad, formada por Fruta podrida (2007), Sangre en el ojo (2012) y Sistema nervioso (2018). En ellas explora las relaciones que la enfermedad establecen entre los pacientes, los cuidadores y la sociedad.

## Sinopsis
La escritora chilena Lina Meruane, autora de Sangre en el ojo y Las infantas, construye un drama perturbador y atrapante en torno a la relación entre dos hermanas en medio del campo chileno.
La hermana mayor trabaja en una empresa frutícola, la menor padece una enfermedad grave que ha decidido no cuidar. Pero la mayor no se resigna y lucha para que cumpla con las prescripciones médicas. Frente a la rebeldía de la menor, empeñada en dejarse morir, la mayor no podrá sino preguntarse por qué negarle ese final que incluso ella ha deseado para sí. Pero ambas se encuentran atrapadas en una relación de dependencia mutua mediada por el imperativo de la producción eficiente, tanto de la fruta perfecta como del cuerpo saludable. Entretanto, la enfermedad se esparce como podredumbre alrededor de la fábrica y de los hospitales.

## Argumento
En la ciudad rural de Ojo seco en Chile, María, una joven embarazada, lucha por salir adelante y por ascender como química pesticida en la industria agricultora mientras cría a su hermana uterina, Zoila. Cuando la pequeña es diagnosticada de diabetes la mayor se ve obligada a asumir el coste y los cuidados médicos y a enfrentarse día a día a Zoila, que se niega a aceptar el papel de enferma. La necesidad económica lleva a María a vender a su hijo a la ciencia para costear los tratamientos. La falta de principios de la industria médica hará que Zoila dé un paso más en su oposición contra el sistema médico y, cuando cumple la edad pertinente, decide dejar el tratamiento médico. María buscará entonces financiar sus sueños materialistas con el dinero conseguido mediante la recurrente venta de bebés. Envuelta en esta dinámica y motivada por su hambre de ascensos, llegará a liquidar una huelga de temporeras mediante estrategias poco éticas. Finalmente, tras sentirse profundamente desengañada con el sistema decidirá utilizar sus conocimientos sobre pesticidas para contaminar las manzanas que exportan a EE. UU., lo que causará que termine presa. Zoila por su parte viajará al norte al igual que la fruta, a la ciudad donde vive su padre, para destapar la compra de bebés con fines de experimentación científica que lleva a cabo la industria médica.

## Personajes
María: Es la hermana mayor, hija de la misma madre que Zoila, pero de padres diferentes. Tras la muerte de su madre hace un trato con el progenitor de su hermana, él le pagará los estudios universitarios a cambio de que se convierta en la tutora de la niña. Sin ningún tipo de instinto materno se enfrenta a unas responsabilidades que no le corresponden día a día y se esfuerza por ascender en una industria en la que los altos puestos están reservados únicamente para los hombres, para lograr su deseado ascenso se venderá por completo al capitalismo hasta comprender que el sistema se ha estado aprovechando de ella.
Zoila: Es la hermana menor. Su esencia rebelde y antisistema se manifiesta desde pequeña en su deseo de no tratar su enfermedad; pues, debido a la pasión que siente por los dulces, llega a la conclusión de que prefiere vivir una vida corta y placentera que una larga y productiva sin disfrute alguno. Poco a poco se hace consciente de las artimañas que la industria médica utiliza para prosperar y de su falta de ética, se da cuenta de que, en una sociedad donde la producción es el fin último, la enfermedad debe ser erradicada. Por ello, se crea una sociedad que no tolere la falta de salud, en este punto, la creación de la industria médica se lucra de esta irrefrenable búsqueda de un estado ideal e inalcanzable: la perfecta salud. Ante esto Zoila se convierte en una completa antisistema, su decisión de no curarse se transforma en una protesta activamente política.
Los personajes masculinos son secundarios y carecen de nombre propio como una forma de despersonalización:
- El Médico: ante las dificultades económicas de las hermanas ofrece a María la posibilidad de vender a su hijo y así tener la posibilidad de acceder en el futuro a un trasplante. Se ha convertido en una persona que no acepta la enfermedad debido al fallecimiento de sus padres.
- El Viejo: antiguo sindicalista que cuida a Zoila, símbolo de una lucha obrera organizada que ha quedado en el olvido.
- El Enfermero: es el contacto entre el Hospital y las hermanas, es quien se encarga del seguimiento del tratamiento de Zoila y de los embarazos de María. Habla mucho y gracias a ello permite que Zoila vaya comprendiendo los entresijos de la industria médica.
- El Ingeniero: Es el jefe de María quien consigue poco a poco mediante vagas promesas que María se comprometa con la empresa con el objetivo de ser ascendida hasta el punto de aniquilar la huelga de temporeras apelando a sus necesidades individuales y con falsas promesas. Así mismo él es la causa de la huelga, debido a la concepción de la menstruación como una enfermedad contagiosa ahoga a las trabajadoras hasta que se revelan.
- El Padre: es el padre de Zoila. Llega a un trato con María por el que costea sus estudios a cambio de que se haga responsable de la niña; después las abandona y se marcha a EE. UU.

## Estructura y composición
La narración está estructurada en cuatro partes que se alternan con una serie de poemas que forman parte del llamado «Cuaderno de descomposición». La primera parte llamada «Plan fruta» presenta a las hermanas y en ella se da el episodio que da lugar al diagnóstico de la enfermedad. En la segunda, «Moscas de la fruta», Zoila, en primera persona, desarrolla su punto de vista frente a la enfermedad y al mismo tiempo vemos a María lidiar con la responsabilidad y el coste que suponen los cuidados de su hermana y esto desembocará desenlace de su historia. Por su parte, el hilo argumental de Zoila la llevará en la tercera parte, «Fruta de exportación», a la ciudad de su padre, donde llevará a cabo su plan contra la industria médica. El final de Zoila será narrado en el epílogo, «Pies en la tierra», en forma de monólogo a través de una enfermera de esta ciudad estadounidense en la que ha acabado la hermana pequeña.

Fruta podrida se divide en tres niveles de escritura: el primero es la historia de las hermanas: a la que nos hemos referido ya como surrealista e hiperbólica, también podríamos llamar esperpéntica. […] El segundo nivel pertenece al cuaderno de deScomposición que escribe Zoila y está conformado por los nueve poemas que puntúan los diferentes episodios de la historia central. […] El tercer nivel es el apartado «Pies en la tierra», un extenso monólogo interior, sin separación en párrafos, donde aparece ese nuevo personaje: una enfermera del Gran Hospital, que habla con la mendiga-Zoila, sobre su frustración como trabajadora de un sistema voraz y perverso, que tampoco respeta ni a sus propios empleados.
Beatriz Ferrús

## Temas tratados en la novela
Fruta podrida propone una crítica transversal a las opresiones de un sistema neoliberal capitalista, neocolonial y patriarcal en todos los ámbitos de la vida en los que se produce violencia sistémica, analizando el día a día en el ejercicio de sus “libertades” desde el punto de vista de una mujer obrera y su hermana enferma. Se plantea la cuestión de si realmente existen alternativas a la explotación en un sistema que, aunque concede libertades, no provee de protección o medios para ejercer las alternativas y oponerse a la explotación. En primer lugar, tenemos la enfermedad como tabú social. En un sistema en el que la producción es lo más importante la enfermedad será vista como un tabú y como una imperfección inaceptable.

### Los cuidados y la mujer
La autora se plantea qué significa ser mujer en unas condiciones determinadas. Desde el punto de vista de la mujer el norte simboliza al padre, que impone el cuidado de Zoila a María. La novela hace una revisión de los cuidados rompiendo la relación directa entre cuidados y mujer: María no quiere asumir el papel de cuidadora y, cuando lo hace, lo hace más y violentamente. Meruane busca desmotar el estereotipo de madre todoterreno que se adapta a las exigencias del mercado laboral capitalista mientras que mantiene las obligaciones domésticas tradicionalmente atribuidas como intrínsecas al género femenino. 

### El extractivismo económico y la biopolítica
El enfoque económico que se da a la confrontación de la enfermedad en la novela deja al descubierto el problema del neoliberalismo económico en Chile. El concepto de Foucault de biopolítica describe las transformaciones de las formas de gobierno modernas, caracterizadas por el despliegue de todo un conjunto de tecnologías, prácticas y estrategias políticas que tienen como objetivo el gobierno de los procesos biológicos de la población. En este libro se juega con esta idea al crear un paralelismo entre el gobierno y gestión de los cuerpos humanos con la gestión de la fruta para su exportación. Siguiendo con este paralelismo, Meruane pone sobre la mesa el concepto de extrativismo económico de Grosfoguel aplicado al campo de la exportación agraria, para ello mostrará la explotación laboral que las temporeras y de María sufren para que pueda exportarse fruta a un precio competitivo al norte global. Este plano se superpone con el negocio de las salud, donde el extrativismo actuará sobre los cuerpos humanos del sur global, que serán explotados para avanzar en las investigaciones médicas y la elaboración de fármacos que puedan ser seguros para el uso de los ciudadanos “privilegiados de la tierra” (en términos de Fanon) sirvan como sujetos de experimentación asumiendo riesgos en su salud. Zoila está siendo sometida a tratamientos experimentales de dudosas consecuencias y, tras alcanzar la edad pertinente para tomar decisiones médicas, se niega a firmar los documentos que eximen al hospital de responsabilidad legal por sus posibles efectos adversos. 

### La clase obrera y la mujer
En Fruta podrida podemos ver la crítica a un sistema capitalista que explota a sus trabajadores y no respeta sus derechos, que será capaz de lo que sea con tal de poder ganar el máximo dinero, para conseguir la mayor cuota de producción. Esto lo veremos con las temporeras, que además de ser obreras serán mujeres y no estarán organizadas en contraposición de los viejos sin memoria, difusa sombra de los sindicalistas que representaron una lucha de clases que en el neoliberalismo moderno se ha olvidado. Por su parte, las temporeras no tendrán la fuerza de la organización obrera, de la lucha colectiva y, por tanto, serán vencidas apelando a su individualidad. El patriarcado como enemigo de la mujer está presente en cada pequeño aspecto de la novela, como tal lo encontramos en este episodio donde las temporeras serán discriminadas por su condición de menstruantes, siendo la sincronización hormonal de su menstruación un problema para la empresa, además de un asunto abordado con ignorancia y miedo, como si de un tabú se tratase, y por supuesto solo podrá solucionarlo otra mujer, además el ingeniero expresará que sólo se las contrata siendo mujeres para poder pagarles menos, apelando a su situación desesperada como mujeres trabajadoras.